# Хлорантовые
Хлора́нтовые (лат. Chloranthaceae) — по современной классификации APG IV семейство растений, входящее в монотипный порядок Хлорантоцветные (Chloranthales R.Br., 1835). Включает   тропические и субтропические вечнозелёные цветковые растения, отличающиеся сильно редуцированными цветками и примитивным строением сосудов (у представителей рода Саркандра сосуды вообще отсутствуют). В ископаемом состоянии известны с раннего мела.
В семействе насчитывается четыре рода и 73 вида, среди которых есть и деревья, и кустарники, и полукустарники, и травянистые растения — как многолетние, так и однолетние.

## Название
Название рода Хлорант (Chloranthus), от которого образовано название семейства, происходит от греч. χλωρός — «зелёный».

## Распространение
Как и у многих других древних групп растений, ареал у хлорантовых разорванный: Восточная Азия, Меланезия, Полинезия, Новая Зеландия, тропическая Америка от Перу до Мексики.
На территории бывшего СССР встречаются два вида из этого семейства (из рода Хлорант).

## Биологическое описание
Хлорантовые — мезофильные (то есть приспособленные к условиям среднего увлажнения) растения, произрастающие в широколиственных лесах. Древесина мягкая. Листья супротивные или мутовчатые; цельные, с зубчатым или пильчатым краем, с прилистниками; жилкование сетчатое.
Цветки мелкие, невзрачные, сильно редуцированные. Собраны в пазушные либо верхушечные соцветия — колосья, метёлки либо головки. Могут быть как обоеполыми (у хлорантуса и саркандры), так и однополыми (у гедиосмума и аскарины, при этом представители последнего рода являются двудомными растениями). Околоцветник у большинства хлорантовых полностью отсутствует, лишь в женских цветках гедиосмума имеется рудиментарная чашечка, представляющая собой чешуйки, приросшие к завязи. Андроцей сильно редуцирован и специализирован.
У представителей рода Хлорант — три тычинки, цветки других родов отличаются крайней степенью редукции — в них всего одна тычинка. Тычинки прикреплены к завязи.
Хлорантовые, за редким исключением, — энтомофильные растения.
Плод — костянка с маленьким зародышем и развитым маслянистым эндоспермом.

## Использование
Из растений некоторых видов добывают эфирные масла, используемые в медицине.
Листья некоторых видов хлоранта употребляют для ароматизации зелёного чая, а Хлорант колосковый выращивают для этих целей в Китае как культурное растение.
Некоторые виды используются в качестве декоративных растений. В России в качестве комнатного растения известен Хлорант гибридный — теневыносливый вечнозелёный кустарник высотой до полуметра со светло-жёлтыми душистыми цветками. Его центральные побеги растут вертикально, а боковые опускаются вниз, обрамляя цветочный горшок.

## Классификация
Существуют признаки, сближающие хлорантовых с австробэйлиевыми, амборелловыми и тримениевыми, но, согласно генетическим исследованиям, проводимым группой APG, сколько-нибудь существенного родства у хлорантовых с другими современными цветковыми растениями нет. Хлорантовые — одна из первых боковых ветвей развития покрытосеменных.
В Системе Кронквиста (1981) хлорантовые входили в порядок Перечноцветные (лат. Piperales) подкласса Магнолииды (лат. Magnoliidae).
В системе классификации APG II (2003) семейство Хлорантовые не включено в какие-либо порядки или группы.

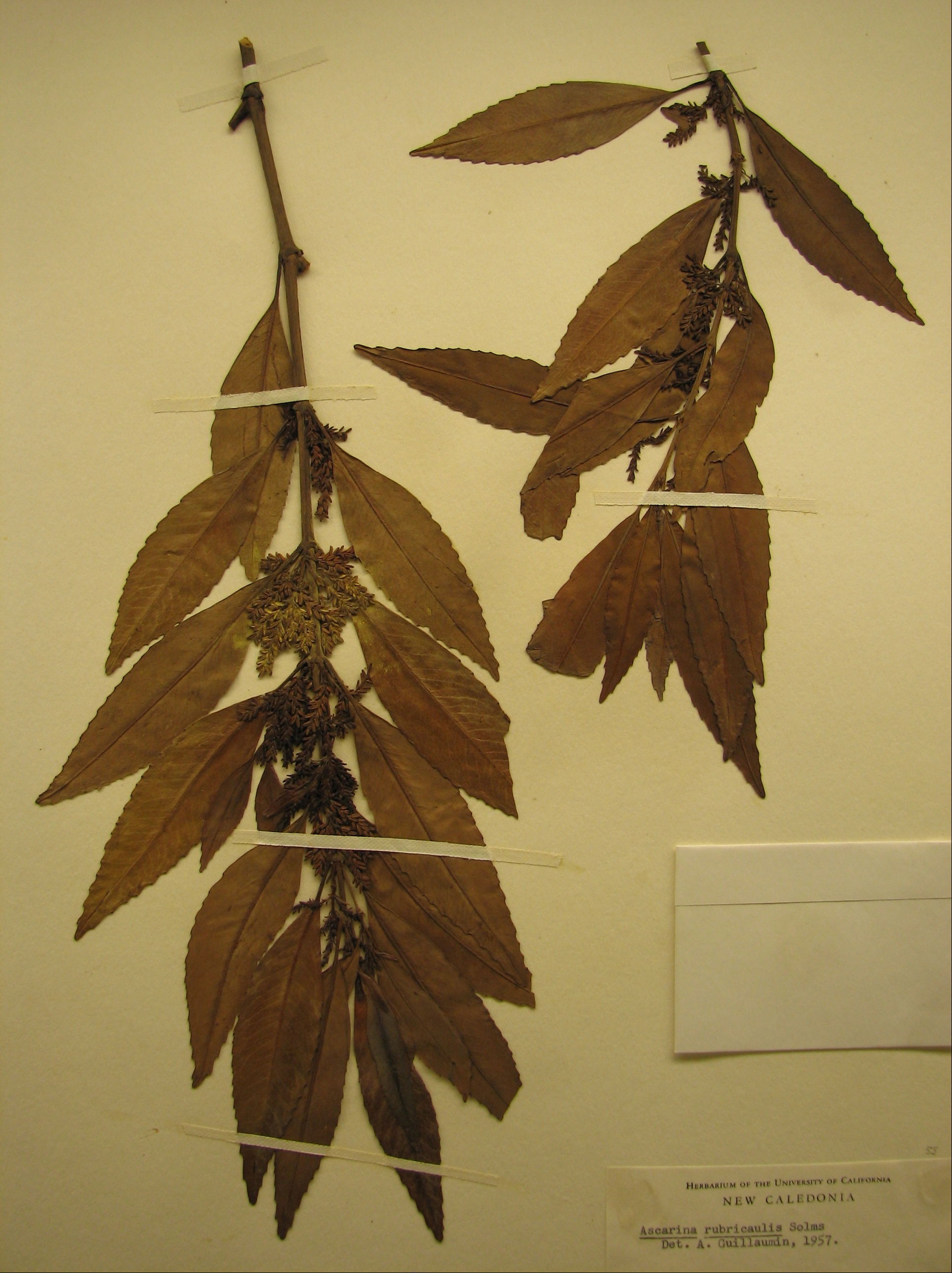
Ascarina rubricaulis. Гербарный образец с Новой Каледонии

В системе классификации APG III (2009) и APG IV (2016) семейство Хлорантовые включено в монотипный порядок Хлорантоцветные (Chloranthales R.Br., 1835).

### Таксономическое положение[3]
- Chloranthales R. Br., 1835, Consp. Regn. Veg. 12
- Chloranthaceae  R.Br. ex Sims, 1820,  Bot. Mag. 48: sub pl. 2190

Семейство Хлорантовые относится к порядку Хлорантоцветные (Chloranthales) клады Цветковые растения. Кладограмма в соответствии с Системой APG IV:
|  |                          |  |                                   | порядок Хлорантоцветные |  | семейство Хлорантовые |  | 4 рода |  | 73 вида |
|  |                          |  |                                   | порядок Хлорантоцветные |  | семейство Хлорантовые |  | 4 рода |  | 73 вида |
|  | клада Цветковые растения |  |                                   |                         |  |                       |  |        |  |         |
|  |                          |  |                                   |                         |  |                       |  |        |  |         |
|  |                          |  | ещё 63 порядка цветковых растений |                         |  |                       |  |        |  |         |
|  |                          |  |                                   |                         |  |                       |  |        |  |         |

## Роды
В состав семейства входят четыре рода:
- Ascarina J.R.Forst. & G.Forst. — Аскарина, или Глистница, или Глистовка, около 15 видов, распространённых в Океании, 1 вид — на Мадагаскаре. Ascarina coursii — единственный среди хлорантовых вид, растущий на Мадагаскаре, — ранее выделялся в самостоятельный род Аскаринопсис (Ascarinopsis), но сейчас включён в род Аскарина.
- Chloranthus Sw. — Хлорант, или Хлорантус, или Зеленоцвет, более 10 азиатских видов. Два из них достигают территории России: Хлорант японский (Chloranthus japonicus), растущий в Приморье, на юге Приамурья и южных Курилах, а также намного более редкий Хлорант пильчатый (Chloranthus serratus), встречающийся на острове Кунашир (растение занесено в Красную Книгу России).
- Hedyosmum Sw. — Гедиосмум, около 10 видов в Азии.
- Sarcandra Gardner — Саркандра, около 40 американских видов; 1 азиатский вид.

| |  |
| Слева — Хлорант Оулдхема (Chloranthus oldhamii), справа — Хлорант пильчатый (Chloranthus serratus) |  |